# Asplenium hastatum
Asplenium hastatum är en svartbräkenväxtart som beskrevs av Johann Friedrich Klotzsch och Kze. Asplenium hastatum ingår i släktet Asplenium och familjen Aspleniaceae. Inga underarter finns listade.